# I en stambog
I en stambog (Deens voor In een vriendenboek) is een compositie van nog geen minuut lang van Niels Gade. Het staat te boek als een impromptu in allegro molto in fis mineur. Gade schreef het in oktober 1841 en daar bleef het bij. Het werd niet uitgegeven en is alleen in manuscriptvorm voorhanden. 